# ShinMaywa US-2
ShinMaywa US-2 là một thủy phi cơ cỡ lớn của Nhật Bản, loại STOL, được thiết kế cho cứu hộ trên biển (ASR). Được điều hành bởi Lực lượng Phòng vệ Biển Nhật Bản, US-2 dự kiến sẽ thay thế Shin Meiwa US-1A cũ hơn, nhằm phục vụ của hải quân Nhật Bản. Nó có thể được sử dụng như một máy bay chữa cháy, có thể mang 15 tấn nước.

## Thiết kế và phát triển
Với phi đội Shin Meiwa US-1A được giới thiệu vào những năm 1970 bắt đầu đến hết hạn phục vụ, JMSDF đã cố gắng để có được tài trợ cho sự thay thế vào những năm 1990, nhưng không đủ để phát triển một kiểu máy bay hoàn toàn mới. Do đó, vào năm 1995, ShinMaywa (như Shin Meiwa đổi tên) đã bắt đầu kế hoạch cho phiên bản nâng cấp của US-1A, US-1A kai (US-1A 改 - "US-1A cải tiến"). Máy bay này có nhiều tinh chỉnh khí động học, thân tàu điều áp và động cơ Rolls-Royce AE 2100 mạnh mẽ hơn. Các chuyến bay thử bắt đầu vào ngày 18 tháng 12 năm 2003. JMSDF đã mua tới 14 chiếc trong số này, được đưa vào hoạt động với tên gọi ShinMaywa US-2.

## Lịch sử hoạt động

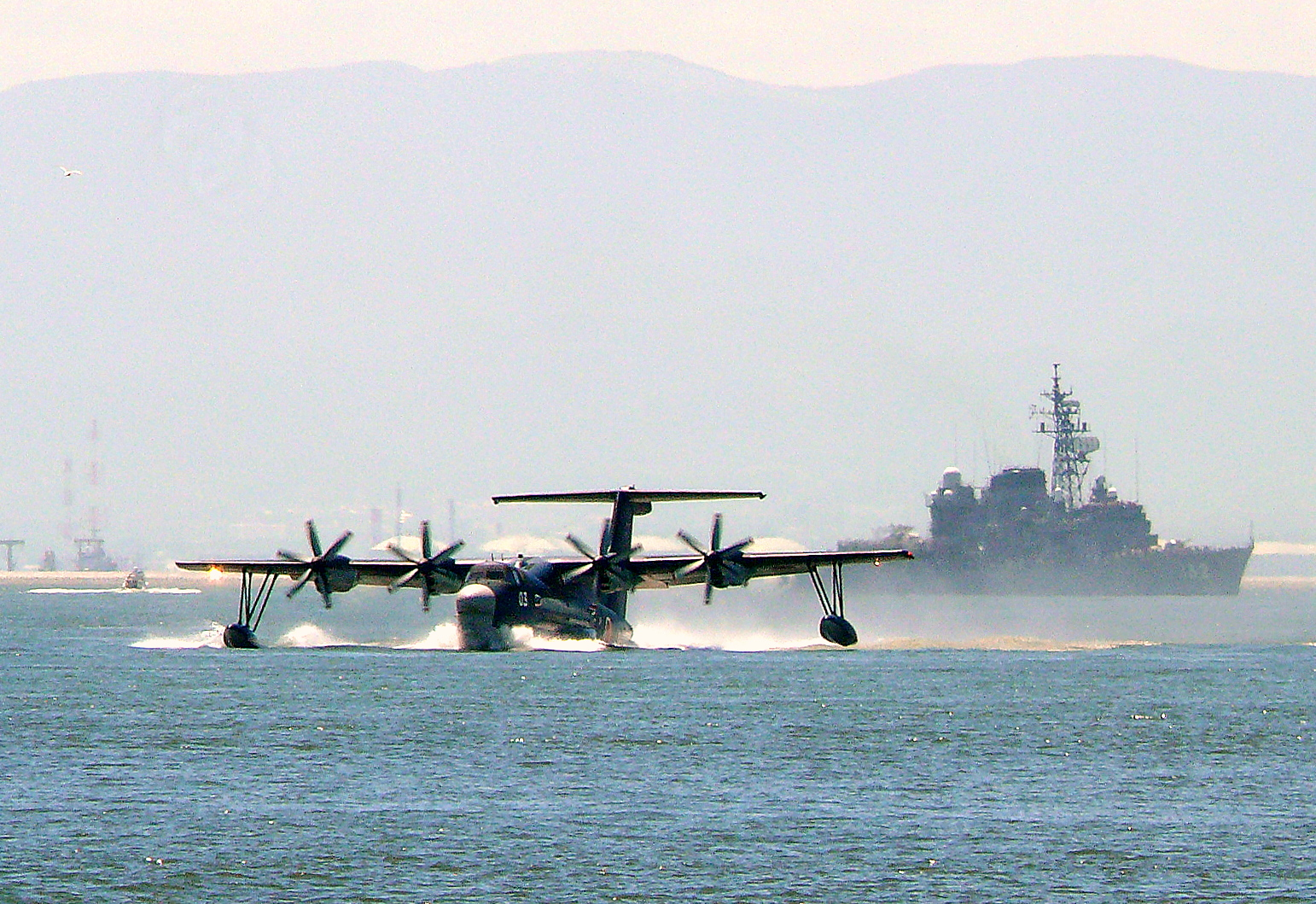
Thủy phi cơ tìm kiếm và cứu hộ Shin-Meiwa US-2

Máy bay hiện đang được điều hành bởi Hạm đội Không quân 31 (Không quân 71, Phi đội bay 71) tại căn cứ không quân Iwakuni và căn cứ không quân Atsugi.
Vào tháng 4 năm 2015 máy bay 9905 đã bị một vụ tai nạn. Máy bay đang thực hiện nhiệm vụ huấn luyện gần Mũi Ashizuri ở Shikoku, bốn thành viên phi hành đoàn bị thương. Sáu chiếc US-2 đã được giao vào tháng 11 năm 2018, với 2 chiếc khác được sản xuất.

### Xuất khẩu
Hải quân Ấn Độ có một yêu cầu cho 12-18 chiếc US-2 phục vụ tìm kiếm cứu nạn máy bay với chi phí là 1,65 tỷ USD. Dự kiến những chiếc thủy phi cơ này sẽ được bố trí tại quần đảo Andaman và Nicobar. Vào tháng 10 năm 2016, ShinMaywa đã giảm giá xuống còn khoảng 113 triệu USD mỗi máy bay. Đã có những kỳ vọng rằng một hợp đồng cho đơn đặt hàng sẽ được ký vào tháng 11 năm 2016, nhưng nó đã bị Bộ trưởng Quốc phòng Ấn Độ Manohar Parrikar trì hoãn. Vào tháng 3 năm 2018, đại sứ Nhật Bản tại Ấn Độ Kenji Hiramatsu nói với The Hindu Business Line rằng các cuộc đàm phán vẫn đang được tiến hành.
Cũng có báo cáo rằng Thái Lan quan tâm đến việc mua máy bay.
Indonesia là một khách hàng tiềm năng khác.
Sau các vụ hỏa hoạn chết người ở Vùng Attica của Hy Lạp vào tháng 7 năm 2018, chính phủ Hy Lạp báo cáo tìm cách đặt hàng US-2 để thay thế hạm đội chữa cháy già cỗi của họ.

## Phục vụ
Nhật Bản
- Lực lượng Phòng vệ Biển Nhật Bản

## Thông số kỹ thuật (US-2)
Dữ liệu lấy từ ShinMaywa
Đặc tính tổng quan
- Kíp lái: 11
- Sức chứa: 20 hành khách
- Chiều dài: 33,46 m (109 ft 9 in)
- Sải cánh: 33,15 m (108 ft 9 in)
- Chiều cao: 9,8 m (32 ft 2 in)
- Diện tích cánh: 135,8 m2 (1.462 foot vuông)
- Trọng lượng rỗng: 25.630 kg (56.504 lb)
- Trọng lượng có tải: 55.148 kg (121.581 lb)
- Trọng lượng cất cánh tối đa: 47.700 kg (105.160 lb) cất cánh
- Động cơ: 4 × Rolls-Royce AE 2100J turboprop, 3.424 kW (4.592 hp) mỗi chiếc
- Động cơ: 1 × LHTEC T800 turboshaft Boundary layer control compressor, 1.017 kW (1.364 hp)
- Cánh quạt: 6-lá cánh quạt R414

Hiệu suất bay
- Vận tốc cực đại: 560 km/h (348 mph; 302 kn)
- Vận tốc hành trình: 480 km/h (298 mph; 259 kn) at 6.000 m (20.000 ft)
- Tầm bay: 4.700 km (2.920 mi; 2.538 nmi)
- Trần bay: 7.195 m (23.606 ft)
- Takeoff distance on ground at MTOW: 490 m (1.610 ft)

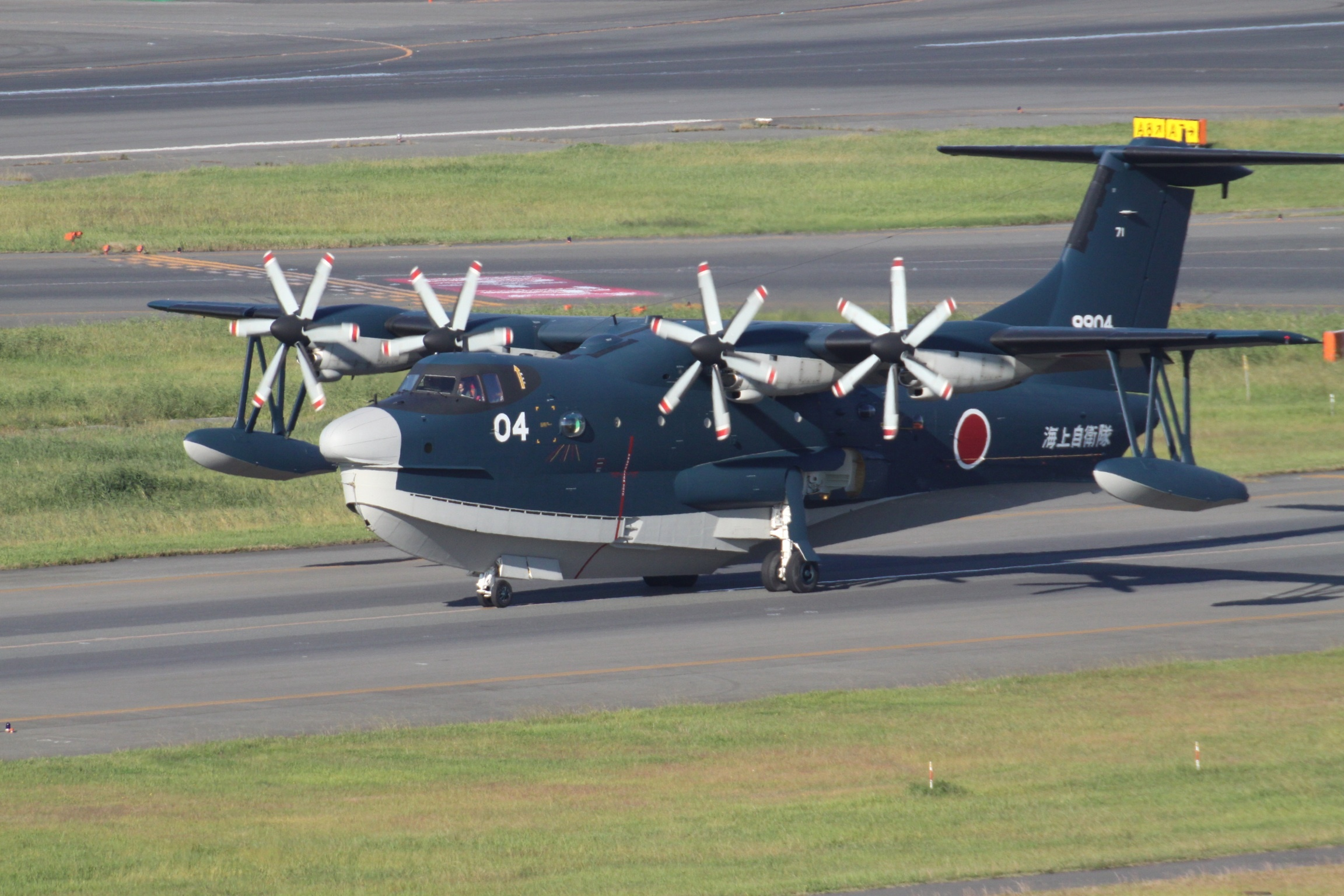
Một chiếc JMSDF US-2 tại sân bay Haneda

- Landing distance on ground at MTOW: 1.500 m (4.900 ft)
- Takeoff distance on water at Loaded weight: 280 m (920 ft)
- Landing distance on water at Loaded weight: 330 m (1.080 ft)